# Ben Whishaw

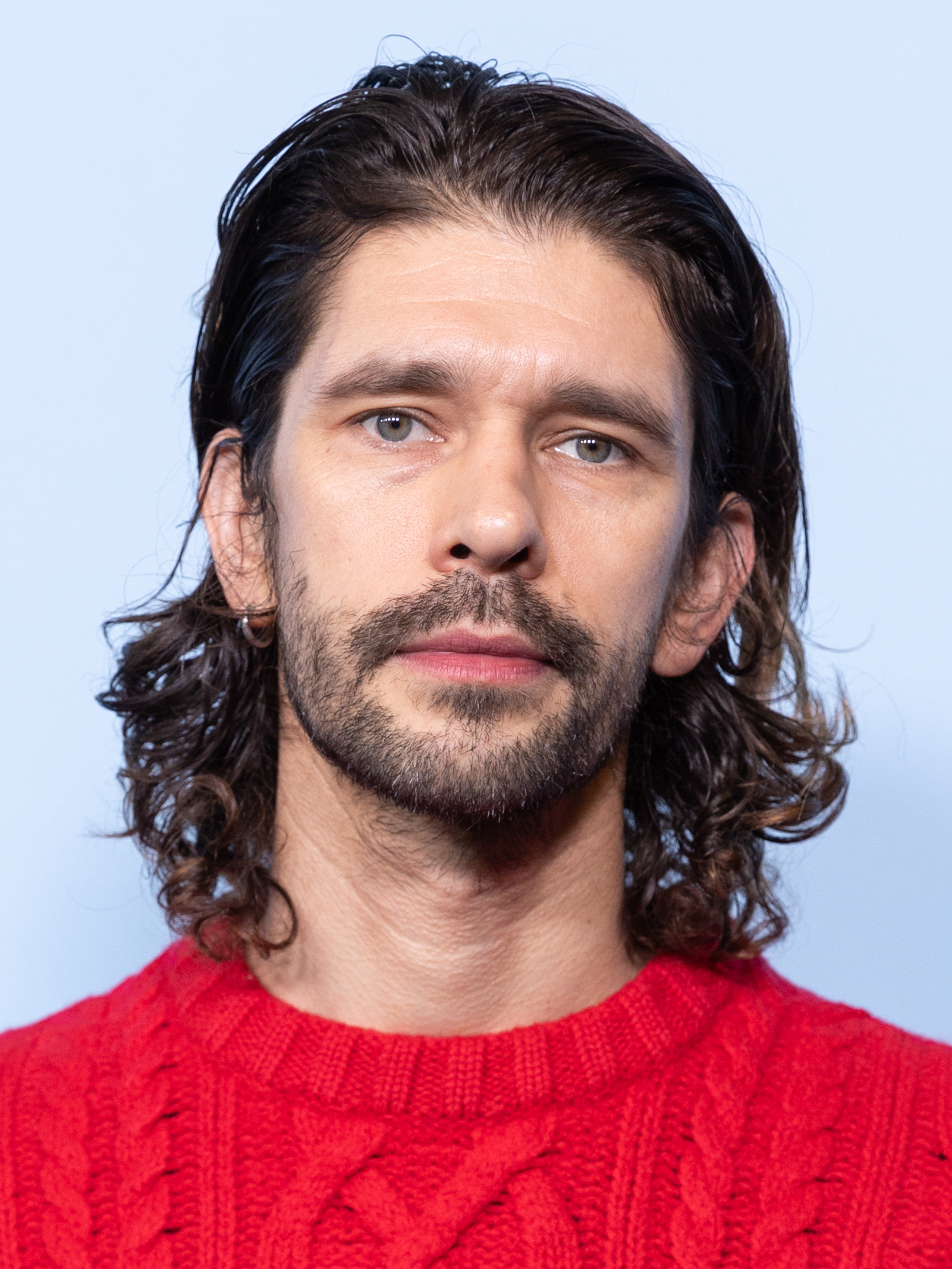
Ben Whishaw (2025)

Benjamin John Whishaw (* 14. Oktober 1980 in Hitchin, Hertfordshire) ist ein britischer Theater- und Filmschauspieler. Neben seiner Theaterarbeit hat er seit Ende der 1990er Jahre in mehr als 20 Film- und Fernsehproduktionen mitgewirkt, für die er unter anderem mit dem Golden Globe und Emmy ausgezeichnet wurde. Internationale Bekanntheit erlangte er durch seine Hauptrolle des Jean-Baptiste Grenouille in der Literaturverfilmung Das Parfum – Die Geschichte eines Mörders. Er wurde in Film und Theater vorwiegend mit der Darstellung von verletzlichen, oft androgynen Figuren betraut.

## Leben

### Ausbildung und erste Theaterrollen
Ben Whishaw entstammt einer Familie aus Bedfordshire, die keinen Bezug zu Kunst und Theater hatte. Sein Vater, ein ehemaliger Fußballspieler, arbeitet in der IT-Branche und ist deutsch-russischer sowie französischer Herkunft. Whishaws Großvater väterlicherseits war 1922 als Sohn eines Deutschen und einer Russin unter dem Namen Jean Vladimir Stellmacher in Istanbul geboren worden und während des Zweiten Weltkrieges als Spion für die Briten tätig. Später heiratete er die Französin Olga Bernard und siedelte nach Großbritannien über, wo er sich in John Victor Whishaw umbenannte. Seine Mutter war bei der britischen Ladenkette John Lewis angestellt. Er hat einen zweieiigen Zwillingsbruder, der in der Finanzbranche tätig ist.
Whishaw, der angibt, ein scheues Kind gewesen zu sein, übernahm Rollen in Schulaufführungen und besuchte ab dem 14. Lebensjahr das Jugendtheater in Hitchin, woraufhin er sich für eine Karriere als Schauspieler zu interessieren begann. „Was ich am Theater mochte, war, dass es ein geordneter Platz war, wo du gehört wirst. Wo deine Worte dir gegeben werden. Wo du Dinge ausdrücken kannst, die du normalerweise nicht ausdrücken würdest. Ich denke, ich fühlte mich dort selbstsicherer als im wahren Leben“, so Whishaw.
Whishaw besuchte das Samuel Whitbread Community College in Clifton, bevor er an die renommierte Royal Academy of Dramatic Art in London wechselte. Er spielte in der traditionsreichen Schauspielschule in so unterschiedlichen Rollen wie der des Konstantin/Yakov bzw. Don Pedro in John Beschizzas Inszenierungen von Tschechows Drama Die Möwe und William Shakespeares Komödie Viel Lärm um nichts sowie der des Stanley in dem von Richard Williams inszenierten Stück The Birthday Party. 
Nach dem Abschluss seines Schauspielstudiums im Jahr 2003 war er im selben Jahr in Nicholas Hytners His Dark Materials am Royal National Theatre zu sehen. 2004 spielte Whishaw unter der Regie von Trevor Nunn die Titelrolle des Hamlet im Old Vic Theatre. Whishaw teilte sich in der vor allem mit jungen Darstellern besetzten Produktion der Big Spirit Theatre Company die Hauptrolle mit Al Weaver, was den beiden jungen Schauspielern laut Trevor Nunn den Druck nehmen sollte. Whishaw, der an allen Abenden außer montags und an Matinées einen der jüngsten Hamlets gab, bekam großartige Kritiken, und die Produktion wurde für mehrere Theaterpreise nominiert. Whishaw selbst wurde 2005 für vier Darstellerpreise nominiert, darunter der renommierte Laurence Olivier Award und der Evening Standard Award. Weitere Auftritte mit der Big Spirit Theatre Company hatte Whishaw in den Stücken If This is a Man und I licked a slag’s Deodorant.
2009 erschien er am Londoner Royal Court Theatre in Mike Bartletts Stück Cock als junger Homosexueller, der sich von seinem Liebhaber trennt und das Mädchen seiner Träume trifft. Anfang 2010 gab Whishaw an der Seite von Hugh Dancy und Andrea Riseborough in New York Off-Broadway sein dortiges Theaterdebüt in The Pride, in dem er als homosexueller Schriftsteller der 1950er-Jahre und als neuzeitlicher Sexsüchtiger zu sehen war.

### Filmkarriere

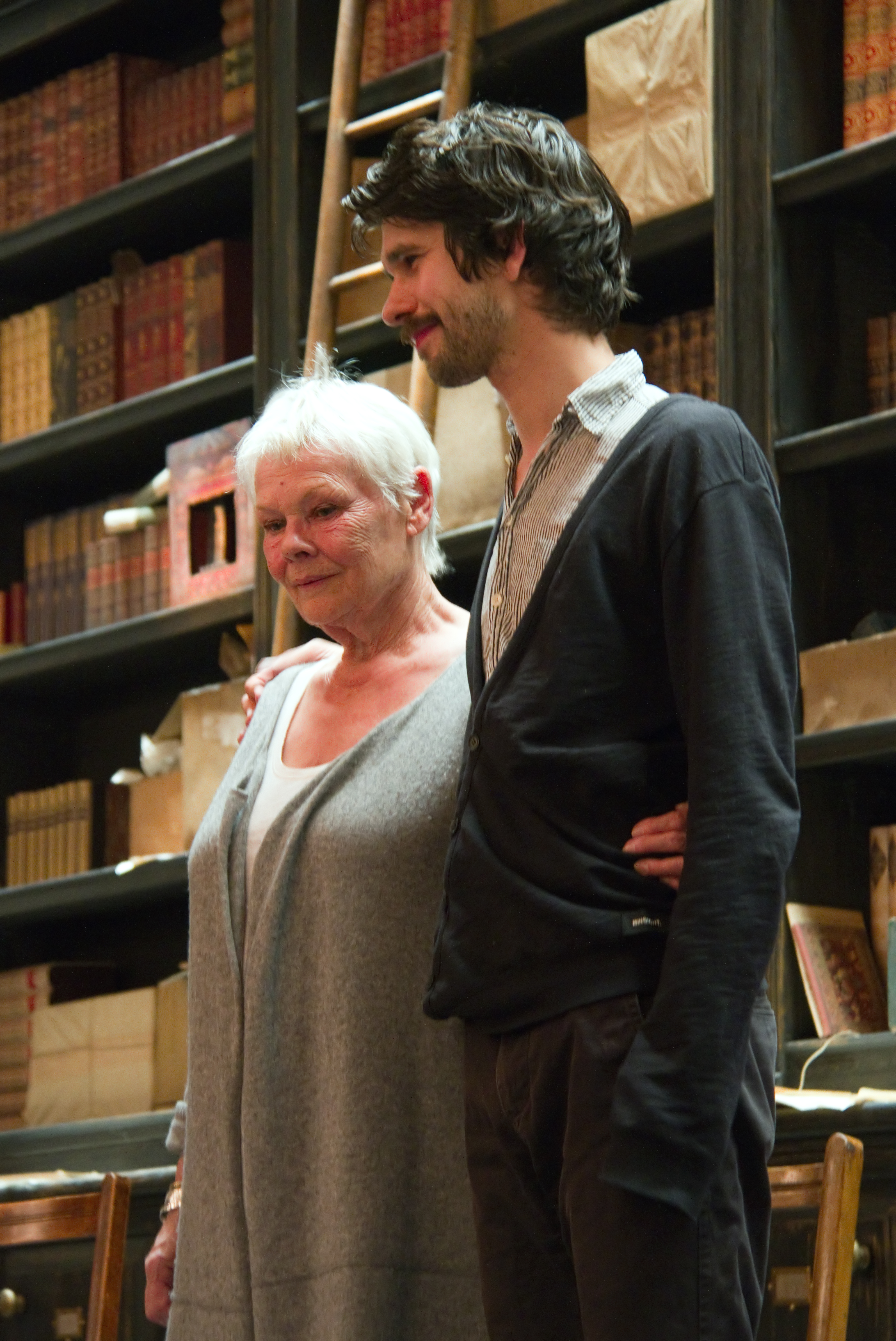
Whishaw mit Judi Dench

Sein Leinwanddebüt gab Ben Whishaw 1999 in einer Nebenrolle in William Boyds Kriegsdrama The Trench an der Seite von u. a. Daniel Craig, mit dem er im Jahr 2004 zwei weitere Filme drehte und 2012, 2015 und 2021 in einer James-Bond-Verfilmung auftrat. 1999 folgte Michel Blancs Drama Mauvaise passe mit Daniel Auteuil und Stuart Townsend. Nachdem der Schauspieler den zwischen Masturbation und Drogen pendelnden Little Joe in dem zwölfminütigen Kurzfilm Baby gab, folgte ein erster Achtungserfolg. In dem Drama Mein Bruder Tom von Dom Rotheroe mimt Whishaw die Titelfigur, einen Jugendlichen, der von seinem Vater missbraucht und von einer Gang schikaniert wird, bis er sich mit der gleichaltrigen Jessica (gespielt von Jenna Harrison) anfreundet. Für seine Darstellung des Tom erhielt Whishaw den British Independent Film Award als bester Nachwuchsdarsteller und wurde auf dem Filmfestival von Sotschi ebenfalls als bester Darsteller gewürdigt.
Es folgten weitere Nebenrollen in u. a. Michael Radfords Filmversion des Shakespeare-Klassikers Der Kaufmann von Venedig und Matthew Vaughns Krimidrama Layer Cake, ehe er im Jahr 2005 die Hauptrolle des Parfumeurgesellen und Mörders Jean-Baptiste Grenouille in Tom Tykwers Historien-Thriller Das Parfum – Die Geschichte eines Mörders erhielt. Beim Casting zur Verfilmung des gleichnamigen erfolgreichen Romans von Patrick Süskind hatte sich Whishaw u. a. gegen prominente Konkurrenten wie Leonardo DiCaprio oder Orlando Bloom durchgesetzt. Die Süddeutsche Zeitung resümierte, dass Whishaw zwar „ansehnlicher als der Junge im Buch“ sei, „aber durchaus dreckig und verstörend“ wirke. Whishaw erhielt gemeinsam mit Filmproduzent Bernd Eichinger und Tom Tykwer den von Hubert Burda Media verliehenen Fernsehpreis Bambi in der Kategorie Film – National und Nominierungen für den Nachwuchsdarstellerpreis des British Academy Film Award und den Europäischen Filmpreis.
2005 war Whishaw unter anderem als Keith Richards in Stephen Woolleys Biopic Stoned zu sehen, dem 2007 Todd Haynes’ Musikfilm I’m Not There folgte, in dem er an der Seite von Christian Bale, Cate Blanchett, Richard Gere und Heath Ledger als Bob Dylan vor der Kamera stand. Nach seiner Hauptrolle als mutmaßlicher Mörder in dem BBC-Fernsehmehrteiler Criminal Justice (2008) agierte er im selben Jahr an der Seite von Matthew Goode und Hayley Atwell als zu Männern und Alkohol hingezogener Sebastian Flyte in der Verfilmung von Evelyn Waughs bekanntem Roman Wiedersehen mit Brideshead. 2009 war er gemeinsam mit Abbie Cornish in den Hauptrollen von Jane Campions romantischem Historiendrama Bright Star zu sehen, das von der Liaison des jung verstorbenen englischen Dichters John Keats mit Fanny Brawne handelt. Campion, die sich zu Anfang unsicher über Whishaws Besetzung war, beschrieb ihn später als „schön wie eine Katze […] fast nicht wirklich“. Der Schauspieler selbst verglich die Erfahrung beim Dreh mit den Theaterproben von Hamlet. „Ich suche immer nach einer gefühlsbetonten Antwort und Keats tat das für mich“, so Whishaw.
Im Jahr 2012 war Whishaw in James Bond 007: Skyfall erstmals in der Rolle des Q zu sehen. Im selben Jahr übernahm er anlässlich der kulturellen Feierlichkeiten zu den Olympischen Sommerspielen in London in Rupert Goolds Fernsehfassung von Shakespeares Richard II. die Titelrolle.
2018 wurde er in die Academy of Motion Picture Arts and Sciences berufen, die jährlich die Oscars vergibt.

### Privates
Seit August 2012 lebte Ben Whishaw in einer eingetragenen Partnerschaft mit dem australischen Komponisten Mark Bradshaw. Das Paar lernte sich 2009 während der Dreharbeiten zu dem Film Bright Star kennen, für den Bradshaw Musik komponierte. 2022 hat sich das Paar laut Medienberichten getrennt.
Whishaw, der sich u. a. für Musik, das Physical Theatre und Tanz interessiert, zählt nach einem abgebrochenen Kunststudium auch das Malen zu seinen Hobbys.

## Filmografie (Auswahl)
- 1999: The Trench
- 1999: Mauvaise passe
- 2000: Black Cab (Fernsehserie)
- 2000: Other People’s Children (Fernsehserie)
- 2001: Baby (Kurzfilm)
- 2001: Mein Bruder Tom (My Brother Tom)
- 2003: Ready When You Are Mr. McGill (Fernsehfilm)
- 2003: The Booze Cruise (Fernsehfilm)
- 2004: 77 Beds (Kurzfilm)
- 2004: Enduring Love
- 2004: Layer Cake
- 2005: Nathan Barley (Fernsehserie)
- 2005: Stoned
- 2006: Das Parfum – Die Geschichte eines Mörders
- 2007: I’m Not There
- 2008: Criminal Justice (Fernsehmehrteiler)
- 2008: Wiedersehen mit Brideshead (Brideshead Revisited)
- 2009: The International
- 2009: Bright Star
- 2009: Love Hate (Kurzfilm)
- 2010: The Tempest – Der Sturm (The Tempest)
- 2010: All Signs of Death (Fernsehfilm)
- 2011–2012: The Hour (Fernsehserie)
- 2012: Richard II (Fernsehfilm)
- 2012: Cloud Atlas
- 2012: James Bond 007: Skyfall (Skyfall)
- 2013: The Zero Theorem
- 2014: Days and Nights
- 2014: Lilting
- 2014: Playhouse Presents (Fernsehserie)
- 2014: Paddington (Stimme)
- 2015: The Lobster
- 2015: Suffragette – Taten statt Worte (Suffragette)
- 2015: The Danish Girl
- 2015: James Bond 007: Spectre (Spectre)
- 2015: Im Herzen der See (In the Heart of the Sea)
- 2015: London Spy (Fernsehserie, 5 Episoden)
- 2016: Ein Hologramm für den König (A Hologram for the King)
- 2017: Paddington 2 (Stimme)
- 2018: A Very English Scandal (Miniserie, 3 Episoden)
- 2018: Mary Poppins’ Rückkehr (Mary Poppins Returns)
- 2019: Little Joe – Glück ist ein Geschäft (Little Joe)
- 2019: The Personal History of David Copperfield
- 2020: Fargo (Fernsehserie, 7 Episoden)
- 2021: James Bond 007: Keine Zeit zu sterben (No Time to Die)
- 2022: This Is Going to Hurt (Fernsehserie, 7 Episoden)
- 2022: Die Aussprache (Women Talking)
- 2023: Bad Behaviour
- 2023: Passages
- 2024: Limonov: The Ballad
- 2024: Paddington in Peru (Stimme)
- 2024: Black Doves (Fernsehserie, 6 Episoden)
- 2025: Peter Hujar’s Day

## Bühnenstücke (Auswahl)
- 2003: His Dark Materials
- 2004: Hamlet
- 2005: Mercury Fur
- 2006: Die Möwe (The Seagull)
- 2007: Leaves of Glass
- 2008: … Some Trace of Her
- 2009: Cock
- 2010: The Pride
- 2013: Peter and Alice
- 2013: Mojo
- 2015: Bakkhai (Die Bakchen)[12]
- 2016: The Crucible (Hexenjagd)[13]

## Auszeichnungen (Auswahl)
- 2001: Darstellerpreis des Sochi International Film Festival für Mein Bruder Tom
- 2001: British Independent Film Award für Mein Bruder Tom (Bester Nachwuchsdarsteller)
- 2005: Laurence Olivier Award für Hamlet (Bester Theaterdarsteller)
- 2005: Nominierung für den Evening Standard Theatre Award für Hamlet (Bester Nachwuchsdarsteller)
- 2005: Nominierung für den South Bank Award für Hamlet (Bester Nachwuchsdarsteller)
- 2005: Nominierung für den Theatregoers’ Choice Award für Hamlet (Bester Theaterdarsteller)
- 2007: Bambi für Das Parfum – Die Geschichte eines Mörders (Bester Film – National)
- 2007: Nominierung für den Orange Rising Star Award für Das Parfum – Die Geschichte eines Mörders
- 2007: Nominierung für den Europäischen Filmpreis für Das Parfum – Die Geschichte eines Mörders (Bester Darsteller)
- 2009: Nominierung für den British Academy Television Award für Criminal Justice (Bester Fernsehdarsteller)
- 2009: Nominierung für den Broadcasting Press Guild Award für Criminal Justice (Bester Fernsehdarsteller)
- 2009: International Emmy Award für Criminal Justice (Bester Fernsehdarsteller)
- 2009: Royal Television Society Award für Criminal Justice (Bester Fernsehdarsteller)
- 2009: Robert Altman Award der Independent Film Awards als Teil des Schauspielensembles von I’m Not There
- 2010: Nominierung für den Drama League Award für The Pride (Bester Theaterdarsteller)
- 2019: Golden Globe Award als Bester Nebendarsteller – Serie, Mini-Serie oder TV-Film für A Very English Scandal